# Хамфријев циклус
Хамфријев циклус припада породици термодинамичких циклуса. Он описује радни процес Пулсирајућег млазног мотора, који представља континуални низ појединачних процеса експлозије. Експлозија је циклус, који има далеко већу топлотну ефикасност од дуготрајног сагоревања. Пошто је при експлозији већа топлотна ефикасност, па је већа и радна, у односу на класично сагоревање гаса. Идеални, Хамфријев циклус је карактеристичан по томе, што је у њему довођење топлоте без измене запремине гаса, са наглим скоком притиска. То је карактеристика експлозије. За разлику од овога, код идеалног Брајтоновог циклуса топлота се доводи при константном притиску, са скоком запремине гаса. Међусобни поредак и однос ова два циклуса, увек је исти, као код њиховог идеализованог случаја.

## Ефикасност
Идеалан Хамфријев циклус, састоји се из процеса:
- 1—2 адиабата (изонтропска промена) компресија раднога флуида (пораст притиска у току ваздуха);
- 2—3 изохора (при константној запремини), довођење топлоте (сагоревање);
- 3—4 адиабатско ширење;
- 4—1 изобара (при константном притиску), одвођење топлоте.

Термички коэфициент ефикасности циклуса, може бити изражен са једначином: 

{\displaystyle \eta =1-{\frac {k}{\pi ^{\frac {k-1}{k}}}}{\frac {\lambda ^{1/k}-1}{\lambda -1}}}, 

где је {\displaystyle \,k} — експонент адијабате, {\displaystyle \,\pi =p_{2}/p_{1}} — степен сабијања у адијабатском процесу 1—2, {\displaystyle \,\lambda =p_{3}/p_{2}} — степен сабијања у изохориском процесу 2—3. 

КПД циклус такође може бити израђен са одговарајућом једначином: 

{\displaystyle \eta =1-{\frac {k}{\pi ^{\frac {k-1}{k}}}}{\frac {(\lambda _{o}/\pi )^{1/k}-1}{\lambda _{o}/\pi -1}}}, где је {\displaystyle \,\lambda _{o}=p_{3}/p_{1}} — општи степен сабијања у циклусу. 

При {\displaystyle \,\pi =1} Хамфријев циклус се дегенерише у Ленуаров циклус, по коме неповратни вентили Пулсирајућег млазног мотора мирују (нема разлике притиска, испред и иза њих).

## Поређење Брајтоновог и Хамфријевог циклуса
Топлотна ефикасност, дата је на дијаграмима доле, за два услова. Услови су по основу стања притиска при сагоревању у примењеној пракси, што одговара погонском систему са константним напајањем и за услове сагоревања гаса под великим притиском, што одговара погонским системима који раде на екстремним нивоима оптерећења материјала.
Ефикасност циклуса, приказана је на слици у функцији степена компресије (сабијања): {\displaystyle \,\lambda _{c}=p_{2}/p_{1}} и за услове сагоревања сабијеног гаса са великим степеном {\displaystyle \,{\lambda _{c}}'=p_{3}/p_{1}} 

Очигледно је, за услове реалних нивое степени компресије, да једној њеној вредности, одговара највећа топлотна ефикасност при експлозији, па следи Хамфријев циклус и на крају Брајтонов. Ово је уједно и образложење за упорно даље истраживање и развој, у циљу превазилажења негативних особина пулсирајућих мотора. Логичан је међусобни однос ова три термодинамичка процеса. Хамфријев циклус има одређене сличности и са једним и са другим. Има карактеристике експлозије, али се оне перманентно понављају, у континуитету, што га чини сличним и са Брајтоновим. Зато је његова топлотна ефикасност већа него код Брајтоновог. Сагласно са тим и пулсирајући мотори имају већу ефикасност од турбомлазних.